# Парламент Брунея
Законодательный совет Брунея (малайск. Majlis Mesyuarat Negara Brunei,  джави مجليس مشوارت نڬارا بروني) — законодательный представительный орган Брунея, являющийся национальным однопалатным парламентом страны. Совет проводит свои заседания ежегодно в марте в здании Законодательного совета в Бандар-Сери-Бегаване.

## Функции
С 1959 года Совет играет важную роль в отношении Брунея; не только рассматривать и утверждать бюджеты и сметы доходов, но также консультировать султана по поводу действий правительства, проводить обзор политики, осуществляемой правительством, и принимать законопроекты и предложения, представленные правительством и другими членами Совета.

## Законодательная процедура
Совет следует практике других парламентов стран Содружества. Все законопроекты, представленные в Совете, проходят три чтения. Однако все счета должны быть предварительно одобрены Кабинетом министров до их представления в Совете. После того, как законопроект принят, он должен получить султанское согласие, чтобы превратить этот законопроект в закон.

## Состав
В состав Совета входят султан, наследный принц, министры кабинета и три типа членов: члены с титулами, представители округов и представители выдающихся брунейцев. Все члены, кроме султана, назначаются султаном в соответствии со статьей 24 Конституции Брунея.
С 13 января 2017 года в состав Совета входят 33 члена, в том числе 13 министров кабинета.

## История
Законодательный совет был учреждён в 1959 году вместо существовавшего с 1907 года Государственного совета Брунея на основании статьи 23 Конституции Брунея 1959 года. Его первое заседание состоялось в Лапау 21 октября 1959 года. В 1984 году Совет смог провести 32 заседания; последнее － 21-е заседание, состоявшееся 12 февраля 1984 года. Султан Хассанал Болкиах распустил Совет на следующий день. Следовательно, законодательные полномочия были полностью наделены султаном.
У Брунея не было законодательного органа до 25 сентября 2004 года, когда султан решил восстановить Совет, используя старую систему. У Брунея снова был законодательный орган. Султан распустил Совет 1 сентября 2005 года, а на следующий день восстановил Совет на основе изменённого варианта Конституции Брунея.
Последний по времени законодательный совет созывался султаном с 2004 года по 15 марта 2011 года.